# Savili
Savili är en ort i Burkina Faso.   Den ligger i regionen Centre-Ouest, i den centrala delen av landet, 60 km sydväst om huvudstaden Ouagadougou. Savili ligger 324 meter över havet och antalet invånare är 2 945.
Terrängen runt Savili är platt. Närmaste större samhälle är Kokologho, 18,9 km nordost om Savili.
Omgivningarna runt Savili är en mosaik av jordbruksmark och naturlig växtlighet. Runt Savili är det ganska tätbefolkat, med 54 invånare per kvadratkilometer.